# Ibolya Csáková
Ibolya Csáková (6. ledna 1915 Budapešť, Rakousko-Uhersko – 9. února 2006 Budapešť, Maďarsko) byla maďarská atletka, olympijská vítězka a první mistryně Evropy ve skoku do výšky.

## Sportovní kariéra
V roce 1936 reprezentovala tato Maďarka židovského původu na Letních olympijských hrách v Berlíně. O své zlaté medaili rozhodla až v rozeskakování na výšce 162 cm, kterou jako jediná zdolala a stala se první maďarskou olympijskou vítězkou. Stříbro získala Britka Dorothy Odamová a bronz vybojovala domácí Elfriede Kaunová.

### Mistrovství Evropy
Na druhém ročníku Mistrovství Evropy v atletice v roce 1938 poprvé startovaly ženy. Zatímco muži závodili na začátku září v Paříži, ženy si premiéru odbyly až ve dnech 17. – 18. září ve Vídni. Zlatou medaili původně vybojovala Němka Dora Ratjenová (Heinrich Ratjen) v novém světovém rekordu, jehož hodnota byla 170 cm. Brzy poté se však ukázalo, že se jedná o muže. Z evropského šampionátu se vracela domů vlakem. Průvodčímu se však nezdálo, že se jedná skutečně o ženu a oznámil vše policii. Ratjena zatkli a policejní lékař při vyšetřování zjistil, že se jedná skutečně o muže. Jeho dosavadní výsledky, včetně čtvrtého místa na olympijských hrách v Berlíně byly anulovány. První oficiální vítězkou ve skoku do výšky se tak stala Maďarka, jež překonala 164 cm. Stříbro získala Nelly van Balen-Blankenová z Nizozemska a bronz dodatečně dostala Feodora zu Solmsová z nacistického Německa.